# 群山機場

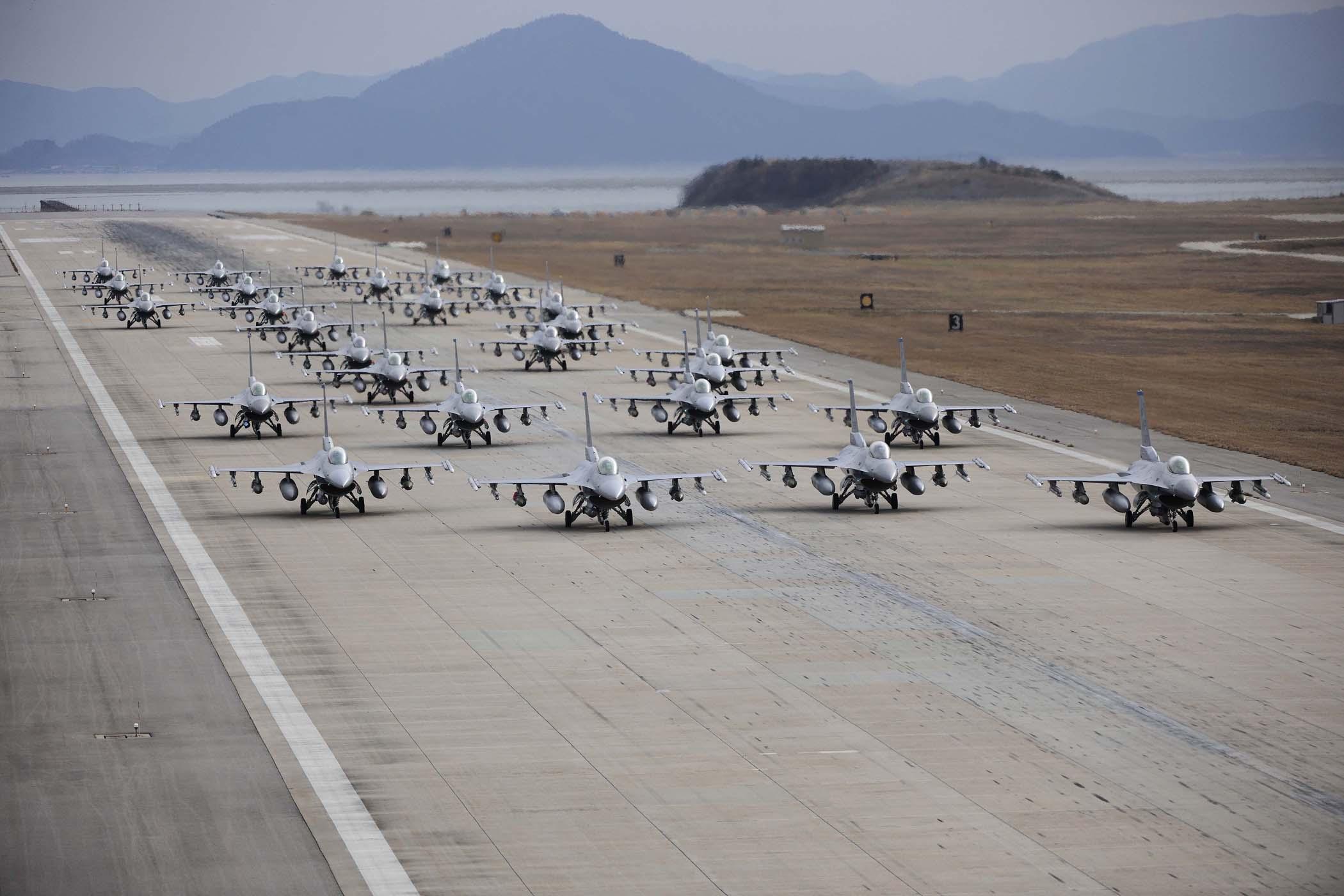
基地內美軍F-16戰鬥機進行大象漫步

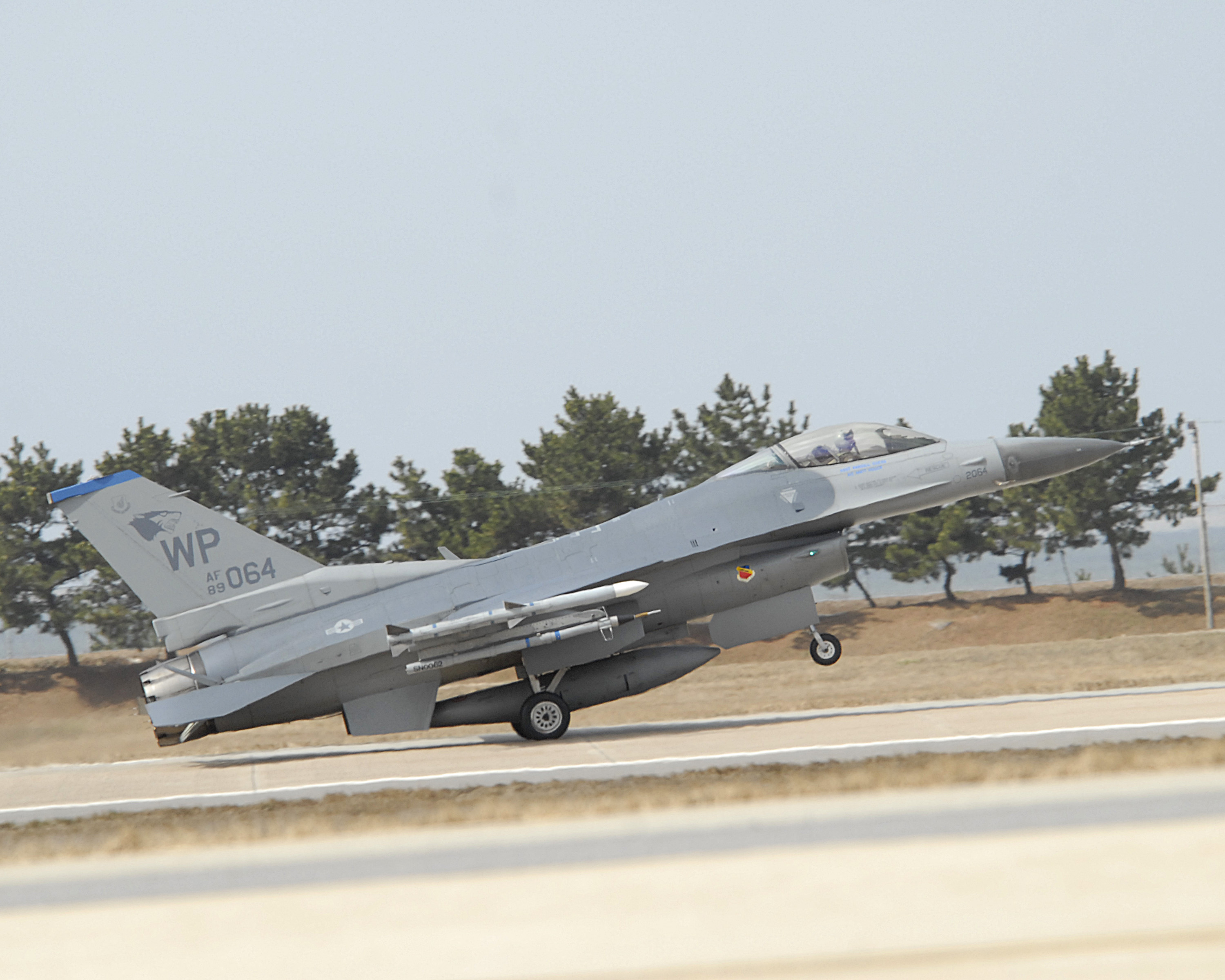
美國空軍第35戰鬥機中隊的F-16戰鬥機降落在群山空軍基地

群山機場（：／ Gunsan Gonghang */?）是一座位於大韓民國全羅北道群山市的軍民兩用機場，使用單位包括了大韓民國空軍和駐韓美軍，軍用部份在美軍稱作群山空軍基地（Kunsan Air Base）。

## 歷史
1970年8月：大韓航空 首爾-金浦線開辦。

1974年3月：因國際石油減產影響，機場暫停營運。

1991年12月：民用航空設施開始施工。

1992年12月14日：機場再度開放，大韓航空 首爾-金浦再度開辦。

1996年6月：韓亞航空 濟州線開辦。

2001年10月10日：韓亞航空 濟州線停辦。

2002年5月5日：大韓航空 首爾-金浦停辦。

2008年5月：大韓航空 濟州線開辦。

2009年2月：易斯達航空 濟州線開辦。

## 航空公司與航點

### 現今航點
| 航空公司 | 目的地 |
| -------- | ------ |
| 真航空   | 濟州   |
| 濟州航空 | 濟州   |

### 歷史航點
- 大韓航空：首爾-金浦、濟州
- 韓亞航空：濟州
- 易斯達航空：濟州

## 驻扎單位

#### 美國空軍
美國太平洋空軍（PACAF）
- 第七航空軍
  - 美國空軍第8战斗机聯隊（英语：8th Fighter Wing）
    - 美國空軍第8战斗机聯隊指挥部
    - 美國空軍第八作战大队（8th Operations Group）
      - 美國空軍第35战斗机中隊（英语：35th Fighter Squadron）-F-16C/D战斗机
      - 美國空軍第80战斗机中隊（英语：80th Fighter Squadron）-F-16C/D战斗机
      - 第8作戰支援中隊（8th Operations Support Squadron）

    - 第八維修大隊
      - 第8飛機維修中隊
      - 第8维修中隊
      - 第8維修运营中隊

    - 第八任務支援大隊
      - 第8工程中隊
      - 第8通信中隊
      - 第8部隊支援中隊
      - 第8物流準備中隊
      - 第8空軍憲兵中隊

    - 第八醫療大隊
      - 第18醫療行動中隊
      - 第18醫療支援中隊

美国空军机动司令部 (AMC)
- 美國空軍远征中心（英语：United States Air Force Expeditionary Center）
  - 第515空中机动运营联队（英语：515th Air Mobility Operations Wing）
    - 第515空中机动运营大队
      - 第731空中机动中队（英语：731st Air Mobility Squadron）
        - 乌山空军基地分遣队

#### 美國陆軍
- 美国太平洋陆军
  - 美国第八集团军
    - 第94陆军防空导弹防御司令部（英语：94th Army Air and Missile Defense Command）
      - 第35防空炮兵旅（英语：35th Air Defense Artillery Brigade (United States)）
        - 第1防空炮兵团第2营（英语：2nd Battalion, 1st Air Defense Artillery Regiment (United States)）-MIM-104E/F爱国者防空导弹

      - 第65医疗旅（英语：65th Medical Brigade）
        - 第25运输营

#### 大韩民国空军
- 空军行动司令部
  - 空军作战司令部
    - 第38战斗机大队
      - 第111战斗机中队-KF-16C/D战斗机

## 外部連結
- 群山機場 （页面存档备份，存于）（英文）